# 고양 (점성술)

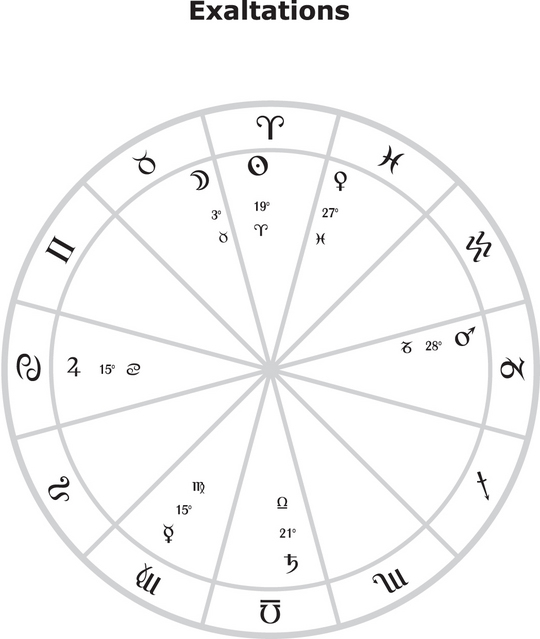
행성의 고양 위치

점성술에서 고양(高揚) 또는 엑절테이션(exaltation)은 행성의 다섯 가지의 본질적 위계 가운데 하나이다. 일곱 개의 전통적 행성은 하나의 황도대 별자리에서 고양되는. 그 위치는 다음과 같다.:
- 태양: 양자리 19도 (예: 18°00' - 18°59')
- 달: 황소자리 3도
- 수성: 처녀자리 15도
- 금성: 물고기자리 27도
- 화성: 염소자리 28도
- 목성: 게자리 15도
- 토성: 천칭자리 21도

승교점은 쌍둥이자리의 3도에서 강교점은 사수자리의 3도에서 고양지위를 갖는다. 그 위치들은 11세기 알비루니의 저서 《점성예술의 요소에 대한 소개서(Book of Instruction in the elements of the art of astrology)》와 같은 중세 초기 아랍 시대의 점성술 문헌들에 수록되어 있다. 현대 베다 점성가들은 교점의 고양 지위에 중요성을 부여하는 반면, 중세 유럽을 통해 전해진 서양 점성술의 전통은 그 실천에 있어서 전통적으로 그리고 현재에 그것들을 약간만 사용한다. 그리스인들과 페르시아인들과는 반대로 알비루니는 그 점들의 고양에 대해 알리며, 그 원리를 "아주 적절한" 것으로 묘사했는데 반해, 그의 시대의 힌두 점성가들은 태양과 목성 그리고 토성의 고양 위치에 일치가 없었으며, 교점의 고양은 인정하지 않았다.
고양은 여전히 사용되고 있는 가장 고대의 점성학적 요소들 가운데 하나이다. 그것은  황도대가 알려지기 이전의 시대부터 고대의 메소포타미아 점성술에서 사용되었다. (그들은 그것에 대해 후일의 황도대의 도수와 일치하는 별자리의 위치를 기준으로 사용했다.) 프란세스카 록버그는 이 체계는 에누마 아누 엔릴의 전통에서 발견되므로, 그것의 기원은 기원전 제2천년기로 확장될 수도 있음을 알린다.
왜 바빌로니아인들은 서양 점성가들에게는 알려지지 않은 그러한 위계의 위치를 고려했는가? 여러 세기 동안 그것을 고집하게 해왔던 숨은 이유에 관한 많은 고찰에도 불구하고, 로버트 핸드는 추운 염소자리에서 활발한 화성이 고양하는 것처럼 일관성을 가지고 설명하기는 불가능하므로 그것은 여전히 변칙으로 남아있다고 한다. 서양 항성황도대 점성가 시릴 페이건은 기원전 786년에 바빌로니아의 신 나부를 위한 중요한 신전의 설립 해에 모든 행성이 그러한 도수들에서 태양과 함께 떠올랐다고 추측하지만, 그러함도 여전히 매우 불확실하다.
헬레니즘 점성술에서 일반적으로 별자리에서 별자리까지의 각을 인정하므로, 고양의 정확한 도수에서부터 한 행성과의 거리가 큰 중요성을 지녔었는지도 모를 일이다. 하지만, 고대의 점성가들에게 그 도수가 사용되었음은 분명하다. 예를 들면, 발광체들(태양과 달)이 각각 고양하는 정확한 도수는 헬레니즘 고양점의 공식으로 사용되었다.
아랍과 비잔티움에 의해 영향을 받은 후일의 중세 점성술에서는 가장 중요한 위계는 거주지의 주인지위이며 그 다음으로 고양인 등의 다섯 가지의 모든 본질적 위계에 대한 서열적 사용이 선호되었다. 중세의 점성가들은 각각의 위계를 등급으써 점수를 매겼고, 그것들은 개략적인 통계적 방식으로 된 비교 가능한 표로 만들어졌다.(본질적 위계 참조.) 그러한 점수값들은 오늘날 점성가들에게도 여전히 사용된다.
천왕성과 해왕성 그리고 명왕성 이렇게 세 개의 외부 행성의 발견 이후에 현대 점성가들은 그 행성들을 위해 가능한 거주지와 고양의 지위에 대해 숙고했다. 그러함은 예를 들어, 해왕성이 (목성의 두 거주지 가운데서 하나의 주인지위를 빼았고)  물고기자리의 "진짜" 집주인이 되는 등을 암시했다. 그러나, 고대의 체계는 가시외적 행성은 허용하지 않는 복잡한 대칭구조이므로, 그것들을 전통적 기법에 포함시키기란 어려운 것이다. 그러므로, 현대 점성가들은 그러한 새로운 행성들에 고양 지위를 할당하려는 시도를 그만두었다.
전통적인 힌두 점성술은 기본적으로 나크샤트라라고 불리는 항성군에 있는 행성의 고양에 대한 개념을 갖고 있다. 항성 황도대에는 27개의 나크샤트라가 있다. 360°/27로 하여 1°가 60′임을 감안하면 한 개의 나크샤트라 당 정확히 13° 20′이다. 예를 들어, 목성은 게자리에서 고양하지만, 게자리의  30°  내에는 (쌍둥이자리 20°00′부터 게자리 3°20까지의) 푸나바수와 (게자리 3°20부터 16°40′까지의) 푸시야 그리고  (게자리 16°40′부터 29°59′까지의) 아슐레샤 이렇게 세 개의 나크샤트라가 있다. 목성은 게자리 5°에서 고양하므로, 그 위치는 푸시야 나크샤트라에서의 진짜 고양을 의미한다. 푸시야 나크샤트라 데비타는 신들의 스승인 브라스파티이다. 목성은 일반적으로 게자리에서 고양하지만, 푸시야 바로 옆의 나크샤트라에 있을 때는 그것의 완전한 고양이 부여되지 않는다. 게다가, 각각의 나크샤트라는 파다라고 불리는 네 구간으로 나뉘는데, 13°20′/4로 하면 한 파다 당 정확히 3°20′이다. 베다의 전통에 따르면, 네 개의 파다는 각각 다르마와 아르타, 카마 그리고  모크사 이렇게 네 개의 삶의 목표를 나타낸다. 만일, 목성이 푸시야에서 강하게 고양하고 있다면, (게자리 3°20′~6°40′의) 다르마 파다, (게자리 6°40′~10°00′의) 아르타 파다, (게자리 10°00′~13°20′의) 카마 파다 그리고 (게자리 13°20′-16°40′의) 모그사 파다 가운데 하나에 속한 것이기도 하다. 여기서의 도수는 천문적인 것으로 추론되는데, 목성은 게자리의 5°에서 고양하므로, 그러함은 푸시야 나크샤트라의 다르마 파다의 마음에서의 "깊은" 고양을 의미한다. 힌두 점성술 비전에서, 목성이 (마음을 뜻하는) 게자리에 있고 (신들의 스승인) 브라스파티의 영향을 받았으며, (다르마 파다의) 정당한 위치에 있다면, 목성은 그것이 표현하는 모든 것에 관하여 100% 고양된 기능을 하고 있는 것이다
행성의 고양의 별자리와 정반대편에 위치한 별자리는 그것의 쇠퇴 자리로 여겨진다. 고양의 자리가 행성의 자기인식 장소라면, 쇠퇴의 자리는 행성이 표현하는 모든 것을 포함하는 기능에 있어서 쇠약의 위치이다.

## 같이 보기
- 점성학적 쇠퇴